# Jardín Botánico de la Universidad de Dundee
El Jardín Botánico de la Universidad de Dundee en inglés: University of Dundee Botanic Garden es un jardín botánico de unas 9.5 hectáreas de extensión ubicado en Dundee, Escocia. 
Este jardín botánico está administrado por la Universidad de Dundee.
Es miembro del BGCI, y presenta trabajos para la Agenda Internacional para la Conservación en los Jardines Botánicos.
El código de identificación del University of Dundee Botanic Garden como miembro del "Botanic Gardens Conservation International" (BGCI), así como las siglas de su herbario es DUE.

## Localización
University of Dundee Botanic Garden, Riverside Drive Dundee DD2 1QH Scotland, United Kingdom-Reino Unido
Se ubica en unos terrenos orientados hacia el Sur, con una suave pendiente que se inclina hacia los bancos del río Tay.
- Promedio Anual de Lluvias: 600 mm
- Altitud: 0.00 m s. n. m.
- Total Área Bajo Cristal: 750 m s. n. m.

## Historia
Aunque originalmente en la década de 1960 hubo un debate sobre la construcción de un jardín botánico en la universidad, los planes iniciales para el jardín en la universidad fueron rechazados por razones de coste. 
Fue en 1970 que estando James Drever como vicecanciller de la universidad, consideró seriamente las propuestas y se decantó por su fundación. 
El primer curador designado aportó una gran riqueza de conocimientos a su puesto, ya que anteriormente había sido curador en el Real Jardín Botánico de Edimburgo.
El jardín botánico de la universidad de Dundee, se abre al público desde el mismo momento de su fundación en 1971, y se ha descrito como la joya de la corona de la universidad. 
El jardín es un centro para el disfrute público además de su función principal de ser suministro de material vegetal para la enseñanza y la investigación dentro de la universidad de Dundee.

## Colecciones
Entre sus colecciones representativas de plantas importantes de todos los continentes del mundo, con 4,500 taxones (4,300 spp., 6,000 accesiones) son de destacar,
- Colecciones de coníferas
- Árboles y arbustos caducifolios,
- Invernaderos tropicales y templados,
- Jardín de plantas acuáticas
- Jardín de hierbas
- Especies de plantas británicas endémicas, las comunidades de plantas nativas representan la gama desde asociaciones de plantas de montaña, a los hábitat costeros. Hay también agrupaciones de plantas que demuestran las adaptaciones para la supervivencia, incluyendo adaptaciones carnívoras, la polinización especializada y mecanismos de dispersión de las semillas.